# Pontificia Universidad Católica Madre y Maestra
La Pontificia Universidad Católica Madre y Maestra (PUCMM) es la primera universidad privada, católica y coeducacional de la República Dominicana. Otorga títulos de grado, postgrado, técnico y doctorado a través de sus campus y sus recintos. Tiene sede central en la ciudad de Santiago, un recinto en la ciudad de Santo Domingo y una extensión en Puerto Plata.
Fue fundada por el Episcopado Dominicano el 9 de septiembre de 1962 en Santiago de los Caballeros. Actualmente es considerada como una de las mejores de Latinoamérica  logrando alcanzar los primeros 300 lugares según los ranking. Fue la primera Universidad en ofrecer Administración de Empresa, Administración Hotelera, Enfermería, Trabajo Social,  Ingeniería Industrial, Sistemas y Computación, Eléctrica, Mecánica y Electrónica y actualmente es la única que imparte la carrera de Ingeniería Telemática y unas de las pocas que imparte Ingeniería Mecatrónica en el país.
En el área de administración y negocios, comunicación, leyes y ciencias económicas, es considerada como una de las mejores a nivel académico. La PUCMM también otorga titulación dual en alianza con universidades de Estados Unidos, Francia y España.
Académicamente, la Universidad está dividida en cuatro grandes Facultades: la Facultad de Ciencias Sociales, Humanidades y Artes, la Facultad de Ciencias Económicas y Administrativas, la Facultad de Ciencias e Ingeniería y la Facultad de Ciencias de la Salud.
Por su condición canónica de Católica y Pontificia, es regida por la arquidiócesis metropolitana de Santiago de los Caballeros y la Santa Sede. Por convenio, titula los estudios eclesiásticos de Filosofía del Seminario Pontificio Santo Tomás de Aquino y del Filosofado San Pio X, y está estructurada bajo los lineamientos de la Constitución Apostólica Ex Corde Ecclesiae.

## Historia
La Universidad Católica Madre y Maestra (UCMM) nace como una respuesta a las necesidades que en materia educativa fueron surgiendo en el país en su proceso de desarrollo económico y social a raíz de la muerte del dictador Rafael Leónidas Trujillo Molina, y atendiendo especialmente a las necesidades educativas de la región del Cibao, sobre todo de la ciudad de Santiago de los Caballeros, segunda ciudad de mayor desarrollo del país e importante centro de la economía nacional.
Se denominó Madre y Maestra como homenaje a la Gran Encíclica Social de Su Santidad el Papa Juan XXIII, en cuyos principios fundamentales se inspira. Fue erigida el 9 de septiembre de 1962 y reconocida por el Estado Dominicano el 31 de diciembre de 1962, que le concedió personalidad jurídica y la potestad para otorgar títulos académicos.
La naciente institución en calidad de primera Universidad privada del país inició sus labores el 15 de noviembre de 1962 con las carreras de Derecho, Educación y Filosofía; 60 estudiantes y 15 profesores, todos por asignatura; bajo la rectoría de Monseñor Hugo Eduardo Polanco Brito, Primer Obispo de Santiago y principal precursor de esta institución.
En el año 1967 consolida su desarrollo institucional y bases para su crecimiento en infraestructura física con la construcción del Campus de Santiago; su sede principal.
El día 10 de junio de 1967 la Madre y Maestra celebró la primera investidura de 54 profesionales en las carreras de Derecho, Educación y Administración de Empresa. En este grupo figuraron los primeros dominicanos en realizar y concluir en su propio país estudios de Administración de Empresa a nivel académico. Con esta Graduación y por primera vez en la historia de la República Dominicana, se expiden títulos académicos fuera de Santo Domingo.
Desde su fundación, la Universidad Madre y Maestra estuvo atenta a los signos de los tiempos, manteniendo así una visión realista del futuro de la República Dominicana. Ha sido pionera en el ofrecimiento de carreras nuevas en el país, necesarias para su desarrollo, así como en la introducción en el sistema educativo superior, de los procedimientos de administración académica aplicados en las modernas universidades de Estados Unidos, Europa y Latinoamérica.
El 9 de septiembre de 1987, en la celebración del Jubileo de Plata de la Universidad, fue elevada a la categoría de "Pontificia" por Su Santidad el Papa Juan Pablo II y erigida canónicamente por la Congregación para la Educación Católica.

## Rectores Magníficos
1. S.E.R. Monseñor Hugo Eduardo Polanco Brito (1962-1966)
2. S.E.R. Monseñor Juan Félix Pepén Solimán (1966-1968)
3. S.E.R. Monseñor Roque Antonio Adames Rodríguez (1968-1970)
4. Monseñor Agripino Núñez Collado (1970-2015)
5. S.E.R. Monseñor Dr. Ramón Alfredo de la Cruz Baldera (2015-2021)[5]
6. Pbro. Dr. Secilio Espinal Espinal (2021-actualidad).[6]

## Gobierno

### Episcopado Dominicano
Como institución de la Iglesia Católica Dominicana, la PUCMM tiene en la Conferencia del Episcopado Dominicano, fundadora de la universidad, su máximo organismo de gobierno, integrado por los arzobispos metropolitanos de Santiago y Santo Domingo, y los demás obispos titulares y auxiliares de las diversas diócesis del país.

### Junta de Directores
El Episcopado Dominicano delega en la Junta de Directores la autoridad de gobernar la PUCMM, salvo contadas excepciones. Esta Junta está compuesta por tres obispos (incluyendo el arzobispo metropolitano de Santiago, quien es el gran canciller y presidente de la Junta), el rector y los dos vicerrectores más antiguos. Los quince miembros restantes son personas destacadas de la comunidad nacional.

### Rectoría
El Rector Magnífico es el Pbro. Dr. Secilio Espinal Espinal, tiene la autoridad, delegada por la Junta de Directores, para el gobierno inmediato y la administración de la Universidad. Entre sus funciones se encuentran la representación legal de esta alta casa de estudios y el nombramiento de los Profesores, Decanos y Directores de unidades académicas, así como gestionar el buen desenvolvimiento de las actividades de la academia. Formalmente, es elegido por el Episcopado Dominicano y debe ser aprobado por la Santa Sede. Su mandato tiene un período de 4 años y puede ser reelegido.

### Junta Universitaria
El Rector es quien preside la Junta Universitaria que está compuesta los Vicerrectores, el Decano de Estudiantes, los Decanos de
Facultades, el Director de Biblioteca, el Director del Registro, el Director de Planeamiento, el Director de Desarrollo, el Director de Personal y el Director de Servicios Generales, así como cualquier otro funcionario de este nivel; su fin es regir y coordinar los diferentes programas y actividades académicas de la Universidad.

## Campus y Recintos

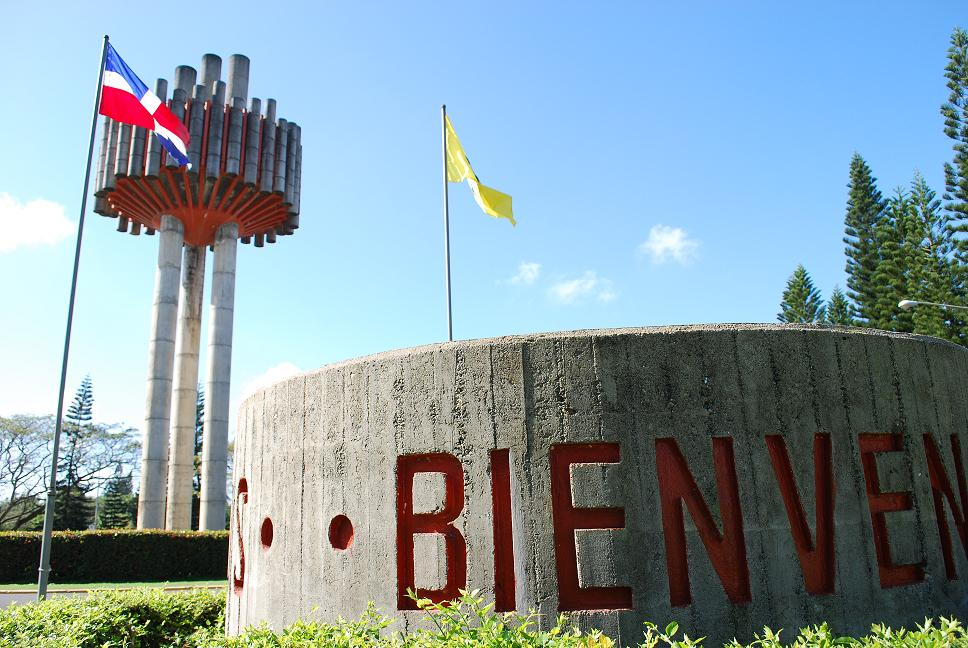
Entrada principal del Campus de Santiago; Sede Central de la PUCMM.

### Campus de Santiago
Es el campus principal, sede central de la Universidad y el de mayor extensión (aproximadamente 1.2 km²), fue diseñado por el arquitecto Francisco J. Camarena e inaugurado el 26 de enero de 1967; ubicada en la ciudad de Santiago de los Caballeros en la región norte de la República Dominicana. Este campus es un ícono de la ciudad, cuenta con extensas áreas verdes, así como zonas de esparcimiento, los edificios administrativos de las Facultades y Carreras, Aulas, Edificios de Profesores, Biblioteca, Auditorios, Complejo de Tecnología y Educación Permanente (TEP), Teatro, Anfiteatro, Complejo de Piscinas, Edificio Multiuso, Canchas Deportivas, dos Estadios de fútbol, Gimnasio Universitario, un Centro de Estudiantes, Parroquia, Capilla, Residencias, la moderna Sede de Postgrado y los laboratorios, entre ellos el primer laboratorio de Nanociencias del Caribe, entre otros.

### Campus de Santo Domingo
Es el segundo campus de la Universidad y es un recinto de menor extensión creado en el año 1981, ocupa las antiguas instalaciones del Seminario Pontificio Santo Tomás de Aquino. Está ubicado en la zona centro de la ciudad de Santo Domingo y posee varios edificios para la docencia (Recinto A en la Avenida Abraham Lincoln esq. Bolívar y Recinto B en la Ave. Sarasota esq. Jiménez Moya, Plaza Universitaria), Administración I y II así como los modernos edificios de Postgrado, Ciencias de la Salud y Ciencias e Ingeniería, que poseen diversas facilidades ubicadas en el perímetro de la misma.

### Extensión de Puerto Plata
La extensión de Puerto Plata fue creada en el año 1971 y ofrece la carrera de Administración Hotelera además de otros cursos cortos y diplomados impartidos por el Centro de Tecnología y Educación Permanente (TEP).

## Himno Universitario
El himno Universitario es el Canto a la PUCMM y es interpretado en todas las graduaciones y actos académicos junto al Himno Nacional Dominicano. La letra:
Verdad y Ciencia son tus caminos
Madre y Maestra tu identidad
Familia y Patria son tu destino
avanza firme Universidad
Familia y Patria son tu destino
avanza firme Universidad.
En ti se agitan los corazones
que buscan luz en la oscuridad
no te detengas, defiende al hombre
el universo es tu Facultad.
Verdad y Ciencia son tus caminos
Madre y Maestra tu identidad
Familia y Patria son tu destino
avanza firme Universidad
Familia y Patria son tu destino
avanza firme Universidad.

## Facultad de Ciencias e Ingeniería
Esta facultad está integrada por los departamentos de: 
- Ingeniería Civil
- Ingeniería Telemática
- Electromecánica
- Electrónica
- Industrial
- Sistemas y Computación.

| - Ingeniería Civil - Ingeniería Industrial y de Sistemas - Ingeniería Eléctrica - Ingeniería Mecánica - Ingeniería Telemática - Ingeniería en Sistemas y Computación - Ingeniería Electrónica - Ingeniería Mecatrónica | - Maestría en Administración de la Construcción. - Maestría en Ingeniería Sismorresistente. |

| - Maestría en Geología Aplicada, Universidad Complutense de Madrid. - Maestría en Gestión Logística, EOI, Escuela de Negocios, España. - Maestría en Energías Renovables, EOI, Escuela de Negocios, España. - Maestría Ejecutiva en Gestión de la Cadena de Suministro, EOI, Escuela de Negocios, España. - Maestría en Gestión y Planificación de Empresas Industriales, Universidad La Coruña, España. - Master of Science in Manufacturing Leadership, Rochester Institute of Technology, Estados Unidos. - Master of Science in Networking and Systems Administration, Rochester Institute of Technology, Estados Unidos. |

## Facultad de Ciencias de la Salud
Esta facultad está compuesta por los departamentos de:
- Estomatología
- Medicina
- Terapia Física
- Enfermería
- Nutrición y Dietética

| - Licenciatura en Medicina - Licenciatura en Estomatología - Licenciatura en Terapia Física - Licenciatura en Enfermería - Licenciatura en Nutrición y Dietética | - Especialidad en Gestión de Centros de Salud - Especialidad en Ortodoncia - Especialidad en Trastornos Témporomandibulares y Dolor Orofacial | - Maestría en Endodoncia |

## Facultad de Ciencias Económicas y Administrativas
Abarca los departamentos de: 
- Ciencias Jurídicas
- Administración Hotelera
- Administración de Empresas
- Gestión Financiera y Auditoría
- Mercadotecnia, Economía
- Ecología y Gestión Ambiental

| - Licenciatura en Dirección Empresarial - Licenciatura en Dirección Empresarial (Concentración Negocios Internacionales) - Licenciatura en Administración de Empresas (Concentración Emprendimiento) - Licenciatura en Administración de Empresas (Concentración en Recursos Humanos) - Licenciatura en Administración Hotelera (Concentración Mercado Hotelero) - Licenciatura en Mercadotecnia - Licenciatura en Gestión Financiera y Auditoría - Licenciatura en Derecho - Licenciatura en Economía - Licenciatura en Ecología y Gestión Ambiental |

### Especialidad
- Especialidad en Gestión Financiera
- Especialidad en Ciencias Forenses

| - Maestría en Gestión de Empresas (Concentración Estrategia). - Maestría en Gestión de Empresas (Concentración Finanzas). - Maestría en Gestión de Empresas (Concentración Mercadeo). - Maestría en Gestión de Empresas (Concentración Negocios Internacionales). - Maestría en Gestión de Empresas (Concentración Operaciones). - Maestría en Gestión de Empresas (Concentración Habilidades Directivas). - Maestría en Gestión de Empresas (Concentración Gestión Estratégica de Costos). - Maestría en Gestión de Empresas (Concentración Desarrollo Empresarial). - Maestría en Gestión de Empresas (Concentración Emprendedurismo). - Maestría en Gestión Bancaria y Financiera. - Maestría en Gestión de Riesgos y Tesorería. - Maestría en Administración de Programas de Seguros. - Maestría en Derecho de los Negocios Corporativos - Maestría en Derecho Tributario - Maestría en Propiedad Intelectual y Nuevas Tecnologías - Maestría en Procedimiento Civil - Maestría en Derecho de la Regulación Económica. - Maestría en Práctica Legal. - Maestría en Derecho Administrativo - Maestría en Ciencias Penales - Maestría en Psicología Clínica Infantil y Adolescente, en colaboración con la Universidad Católica de Lovaina, Bélgica. | - Maestría Ejecutiva en Dirección Estratégica de Recursos Humanos, EOI, Escuela de Negocios, España. - Maestría Ejecutiva en Gestión de la Cadena de Suministro, EOI, Escuela de Organización Industrial, España. - Maestría Ejecutiva en Dirección de Proyectos, EOI, Escuela de Negocios, España. - Maestría en Comercio Internacional, Universidad de París I Panthéon-Sorbonne, Francia. - Maestría en Alta Gestión Financiera, Universidad Montesquieu-Bordeaux IV, Francia. - Maestría en Dirección de Comunicación Corporativa, Escuela de Administración de Empresas (EAE), Barcelona, España. - Maestría Ejecutiva en Gobierno y Finanzas de las Empresas Familiares, Universidad Montesquieu-Bordeaux IV, Francia. - Master of Science in Service Leadership and Innovation, Rochester Institute of Technology, Estados Unidos. - Maestría en Derecho Constitucional y Derechos Fundamentales, Universidad de Castilla-La Mancha, España. - Maestría en Dirección de Comunicación Corporativa, Escuela de Administración de Empresas (EAE), Barcelona, España. - Maestría en Derecho de la Responsabilidad Civil, Universidad de Savoie, Francia. |

| Doctorado en Derecho, titulación conjunta con la Universidad Externado de Colombia. |

## Facultad de Ciencias Sociales, Humanidades y Artes
Incluye los departamentos de: 
- Filosofía
- Humanidades
- Psicología
- Comunicación
- Arquitectura
- Diseño e Interiorismo

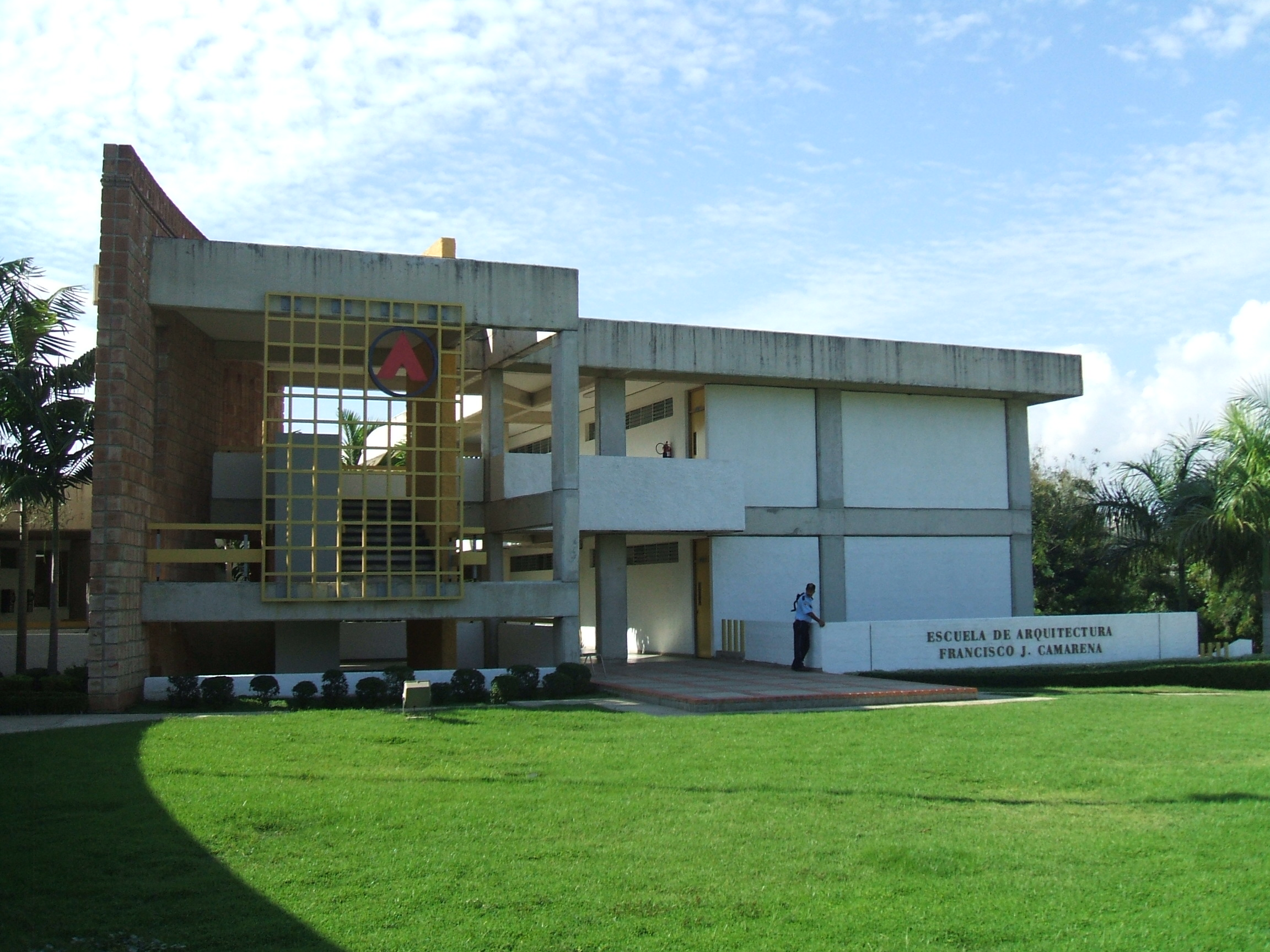
Fachada frontal de la Escuela de Arquitectura Francisco J. Camarena en el Campus de Santiago

- Ciencias Básicas (Matemática, Física, Química y Biología)
- Estudios Teológicos
- Educación
- Español

| - Arquitectura - Licenciatura en Filosofía - Licenciatura en Comunicación Audiovisual y Artes Cinematográficas - Licenciatura en Comunicación Corporativa - Licenciatura en Psicología - Licenciatura en Educación Básica - Licenciatura en Educación Media (Concentración Química/Biología) - Licenciatura en Educación Media (Concentración Matemática/Física) - Licenciatura en Diseño e Interiorismo - Licenciatura en Trabajo Social | - Especialidad en Lingüística Aplicada - Especialidad en Matemática Aplicada a la Educación - Especialidad en Gestión de Centros Educativos - Especialidad en Pedagogía Universitaria - Especialidad en Tecnología Educativa - Especialidad en Ciencias Sociales aplicada a la Educación | - Especialidad en Técnicas de Evaluación e Intervención Psicoeducativa en Contextos Sociales y Sociocomunitarios, Universidad de La Coruña, España. |

| - Maestría en Lingüística Aplicada a la Educación - Maestría en Pedagogía Universitaria - Maestría en la Enseñanza de inglés como Lengua Extranjera - Maestría en Tecnología Educativa - Maestría en Planificación Urbana y Gestión Municipal - Maestría en Filosofía Social y Política (Modalidad En línea) | - Maestría en Diseño Arquitectónico (Concentración Arquitectura de Interiores), Universidad de La Coruña, España - Maestría en Diseño Arquitectónico (Concentración Arquitectura de Alojamientos Turísticos), Universidad de La Coruña, España - Maestría en Diseño Arquitectónico (Concentración Urbanismo), Universidad de La Coruña, España - Maestría en Diseño Arquitectónico (Concentración Paisajismo), Universidad de La Coruña, España | - Doctorado en Estudios del Español: Lingüística y Literatura - Doctorado en Educación, Doble titulación con Universidad de Murcia, España |

## Centros Especializados de Investigación
Como organismos dependientes de la universidad operan varios centros especializados que desarrollan investigaciones y dan asesoría y capacitación en diferentes áreas de interés para la República Dominicana. Algunos de estos centros son:
- Centro de Tecnología y Educación Permanente (TEP)
- Centro de Investigación en Educación y Desarrollo Humano (CIED-HUMANO)
- Centro de Estudios Urbanos y Regionales (CEUR)
- Centro de Estudios Europeos
- Centro de Excelencia para la Capacitación de Maestros de Centroamérica y República Dominicana (CETT)
- Centro Internacional para la Innovación en Tecnología y Administración (CITAM)

## Carreras Técnicas, Diplomados y Cursos Especializados

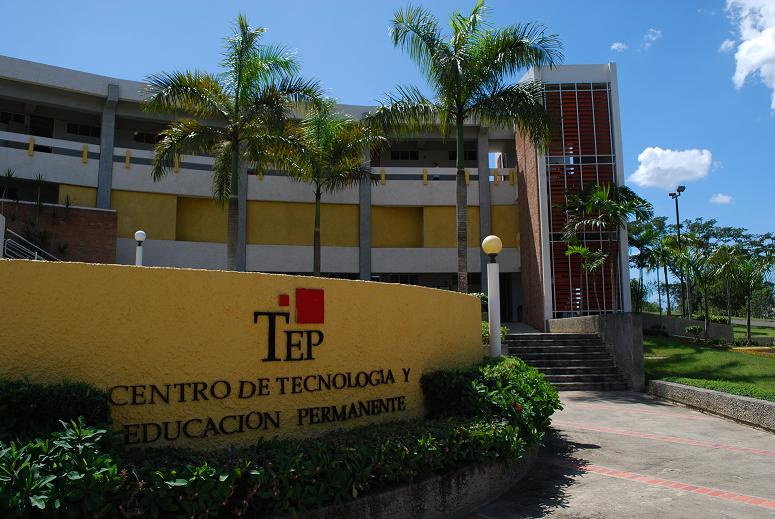
Fachada frontal del Centro de Tecnología y Educación Permanente (TEP) en el Campus de Santiago.

A través del Centro de Tecnología y Educación Permenente (TEP), la PUCMM ofrece en su campus central y sus recintos, carreras técnicas de dos años de duración aproximadamente, permitiendo el acceso a estudiantes que hallan completado hasta el segundo nivel del bachillerato en algunos casos, en otros el requisito es ser graduado de secundaria. A estas carreras técnicas acceden muchos estudiantes extranjeros, principalmente provenientes de Haití. Además ofrece Diplomados y Cursos Especializados.
| - Administración y Programación de Sistemas de Información - Administración de Pequeñas y Medianas Empresas - Contabilidad Computarizada - Mercadología - Diseño Gráfico - Programación - Publicidad | - Administración de Recursos Humanos - Diplomado en Pedagogía Universitaria - Impuestos Corporativos - Finanzas Estratégicas - Gestión Administrativa para Asistentes Ejecutivas - Embargos y Procedimientos Ejecutorios - Procedimientos Especiales, Medios de Impugnación y Ejecución de la Pena - Artes Culinarios - Supply Chain Management - Nuevo Cielo en el Mercadeo Deportivo - Violencia Intrafamiliar | - Servicio al Cliente: Estrategias Prácticas - Revit Architecture - Programación en Java - Poder de la Imagen Pública - Comunicación Corporativa y Estratégica - Creación de Plan de Negocios - Sociedades Comerciales - Medición, Rediseño y Mejora de Procesos - Gestión de Dirección de Ventas - IT Network Essentials - Contabilidad Financiera - Higiene Alimentaria (con certificación internacional) |

## Centro de Información de Redes de República Dominicana
La PUCMM es la institución encargada de asignar los dominios de Internet en República Dominicana, a través del Centro de Información de Redes.
Esta función le fue delegada en 1991 por la Internet Assigned Numbers Authority (IANA), actualmente operada por ICANN.

## Sistema de Bibliotecas
El Sistema de Bibliotecas de la PUCMM está conformado por tres unidades de información: la Biblioteca Central del Campus de Santiago, la Biblioteca Rafael Herrera Cabral del Recinto de Santo Domingo, la Biblioteca de la Extensión de Puerto Plata y las Salas Especializadas de la Sede de Postgrado.
Posee diversos recursos de información entre los que se destacan valiosas colecciones de materiales impresos y digitales como: libros, libros electrónicos (e-book), periódicos, revistas, documentos, tesis, trabajos de investigación, folletos, mapas, discos, películas, grabaciones, fotografías, microformas, base de datos, diapositivas, CD, DVD, entre otros.

## Colegio
La Extensión de Puerto Plata alberga el Colegio Santa Rosa de Lima; un centro de educación inicial, básica y secundaria, siguiendo todos los lineamientos similares a los de la Universidad.

## Labor Pastoral

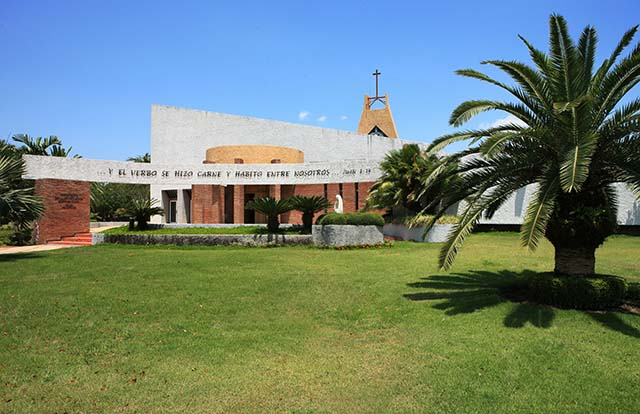
Parroquia Universitaria Nuestra Señora de la Anunciación

La PUCMM realiza una amplia labor pastoral a través de sus parroquias universitarias, el Departamento de Estudios Teológicos y la Pastoral Juvenil Universitaria. En las parroquias universitarias funcionan agrupaciones estudiantiles, de docentes y personal administrativo, que obedecen a diferentes ministerios y que trabajan en labores de formación, de evangelización, de liturgia, de oración, de acción social, entre otros, tanto dentro de los recintos universitarios como en las comunidades externas a las que sirven para promover el mensaje de Cristo y garantizar el predominio de la identidad Católica de la Universidad.

## Deportes

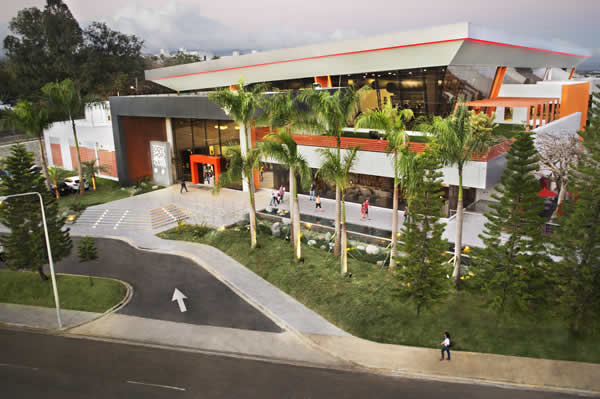
Gimnasio Universitario PUCMM-Body Shop en el Campus de Santiago.

La Pontificia Universidad Católica Madre y Maestra ofrece a sus estudiantes los recursos necesarios para la práctica de diversos deportes como son el Taekwondo ITF, Taekwondo WTF, Judo, Karate Shotokan, fútbol, baloncesto, voleibol, béisbol, natación, tenis, ping-pong, polo acuático, entre otros. Para ello, cuenta con maestros de diversas naciones, para brindar así a sus estudiantes la mejor preparación también en los deportes. En el Estadio de Fútbol Sintético de la PUCMM funciona el equipo del Cibao Fútbol Club y la Escuela de Tecnificación de Real Madrid, primada y única de América .
En el Campus de Santiago funciona el moderno Gimnasio PUCMM - Body Shop Athletic Club, uno de los más grandes del país y que ofrece diversas facilidades en materia de salud física a la Comunidad Universitaria y al público en general, además de que funciona como laboratorio de prácticas para los estudiantes de Terapia Física y Nutrición.

## Actividades Artísticas y Culturales
La Pontificia Universidad Católica Madre y Maestra cuenta con varios grupos artísticos formados por los estudiantes y coodinados por el Departamento de Arte y Cultura, entre los que destacan: grupos de baile, de teatro, La Tuna Universitaria del Campus Santiago, el grupo Coral del Recinto Santo Tomás de Aquino, grupos de danza contemporánea y clásica, así como bandas de Rock, Pop, Jazz y grupos vocales.

## Grupos Estudiantiles
La Pontificia Universidad Católica Madre y Maestra cuenta con una gran cantidad de clubes y grupos estudiantiles tales como: Club de Debates, Club de Ciencia, Club de Ideas Políticas, Club de Teatro, Club de Desarrollo Humano y otros. También los estudiantes se organizan por comités de carrera, algunos de ellos: Derecho, Mercadeo, Administración, Ingeniería Industrial, Telemática, y muchos más.

## Rankings y reconocimientos
Recientemente la universidad obtuvo el puesto 205, entre las 250 mejores instituciones de América Latina , ranking realizado por la compañía Británica Quacquarelli Symonds.
La Escuela de Negocios de PUCMM, representada en su Facultad de Ciencias Económicas y Administrativas, consiguió el puesto más alto en el ranking de Escuelas de Negocios Dominicanas, seguido por la Escuela de Negocios de la UASD. Este premio es otorgado por la Organización Educativa Internacional Eduniversal. Además obtuvo el reconocimiento de 2 PALMES, otorgado a universidades poseedoras de “Buenas Escuelas de Negocios con Influencia Regional” 

## Profesionales y personalidades destacadas reconocidas por la PUCMM

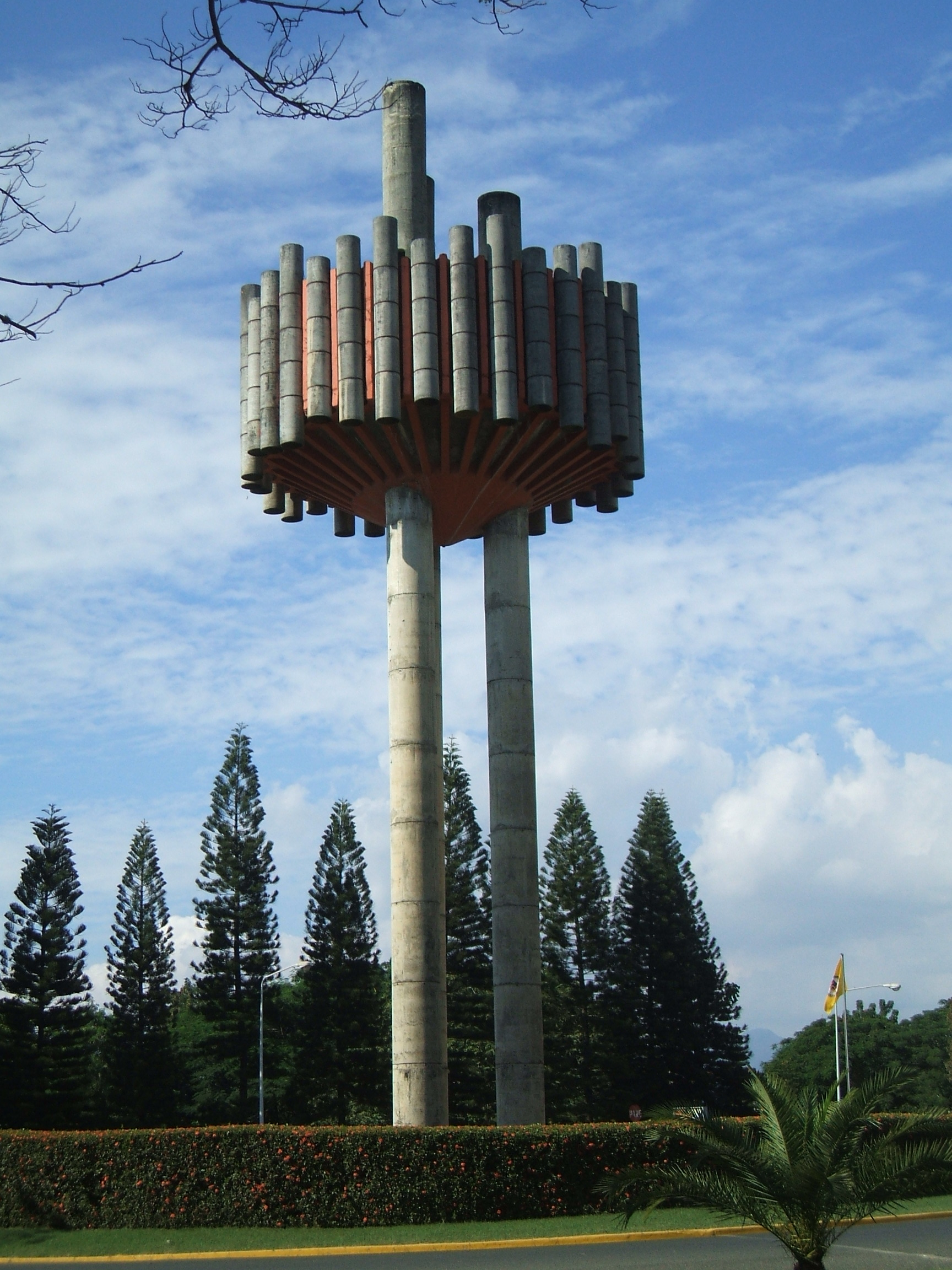
Tanque de agua a la entrada del Campus Santiago. Icono emblemático de la Universidad.

- Mons. Hugo Eduardo Polanco Brito 1970 (expresidente de la Conferencia del Episcopado Dominicano y primer Rector de la PUCMM)
- Héctor Incháustegui Cabral 1970 (literato)
- José de Jesús Jiménez A. 1970
- Flérida de Nolasco 1970
- Heriberto Pieter Bennet 1970
- Ismael Rodríguez Bou 1975
- Cardenal Octavio Antonio Beras Rojas 1979
- Joaquín Balaguer 1979 (político y escritor, expresidente de la República Dominicana)
- Antonio Guzmán Fernández 1979 (político y expresidente de la República Dominicana)
- Rafael F. Bonnelly 1979
- Rafael Herrera Cabral 1979
- Roque Antonio Adames Rodríguez 1982
- Theodore Hesburgh 1982
- Víctor M. Espaillat Mera 1982
- Luis Garibay Gutiérrez 1982
- Luis Manuel Peñalver 1982
- Emilio Rodríguez Demorizi 1982
- Manuel Ramón Ruiz Tejada 1982
- Pedro Troncoso Sánchez 1982
- Cardenal Terence James Cooke 1982
- Salvador Jorge Blanco 1983 (expresidente de la República Dominicana)
- James B. Holderman 1985
- Héctor García Godoy (Póstumo) 1985
- Rafael Caldera 1986
- Cardenal Bernard Law 1987
- Cardenal John Joseph O'Connor 1988
- Manuel Alvar 1990
- Denis St. Marie 1990
- Óscar de la Renta 1991 (Diseñador de Modas dominicano)
- Cardenal Nicolás de Jesús López Rodríguez 1991 (Arzobispo de Santo Domingo, Primado de Indias)
- Paolo Emilio Taviani 1991
- Cardenal James Hickey 1992
- Darío Castrillón Hoyos 1992
- Oscar Andrés Rodríguez Maradiaga, SDB 1992
- Cardenal Fiorenzo Angelini 1992
- Oscar Robles Toledano 1992
- Julio Alberto Hernández 1992
- Eugenio de Js. Marcano 1992
- Juan Manuel Taveras Rodríguez 1992
- Evelyn Billings 1993
- John Billings 1993
- Andrew W. N. Bertie 1995
- Manuel Fraga Iribarne 1995
- Sergio Marqués Fernández 1996
- Francisco José Arnáiz Zarandona 1997
- Alejandro E. Grullón E. 1997
- Germán Emilio Ornes 1997
- Samuel Sosa 1999 (Sammy Sosa Jugador de baseball)
- Lech Walesa 2001
- Enrique Iglesias 2002 (Presidente del Banco Interamericano de Desarrollo)
- Jean Chrétien 2003
- Guiseppe Pittau, S. J. 2003
- Julia Álvarez 2006
- Mary Pérez Marranzini 2006 (Fundadora del Instituto Dominicano de Rehabilitación)
- Cardenal Oscar Rodríguez Maradiaga 2006
- Cardenal Javier Lozano Barragán 2007
- José Luis Alemán, S.J. 2007
- Carlos Dobal Márquez (Catedrático, Historiador, Escritor y Sociólogo.)
- Antrini Marte Santana (Médico Neumólogo en el Instituto Nacional de Enfermedades Respiratorias.)